# Liste der Monuments historiques in Les Esseintes
Die Liste der Monuments historiques in Les Esseintes führt die Monuments historiques in der französischen Gemeinde Les Esseintes auf.

## Liste der Bauwerke
| Bezeichnung | Beschreibung | Standort | Kennzeichnung | Schutzstatus | Datum | Bild |
| ----------- | ------------ | -------- | ------------- | ------------ | ----- | ---- |
| Haus Bonsol |              | (Lage)   | PA33000112    | Inscrit      | 2009  |      |
| Haus Ézemar |              | (Lage)   | PA33000087    | Inscrit      | 2005  |      |

## Liste der Objekte
| Bezeichnung                                        | Beschreibung                      | Standort                        | Kennzeichnung | Schutzstatus | Datum | Bild |
| -------------------------------------------------- | --------------------------------- | ------------------------------- | ------------- | ------------ | ----- | ---- |
| Skulpturengruppe: Der heilige Joseph mit Jesuskind | Holz, Anfang des 16. Jahrhunderts | in der Kirche St-Eutrope (Lage) | PM33001266    | Inscrit      | 1975  |      |